# クレズリー・エバンドロ・ギマラエンス
ケリー（Kelly）こと、クレズリー・エヴァンドロ・ギマランイス（Clesly Evandro Guimarães、1975年4月28日 - ）は、ブラジル出身の元サッカー選手。ポジションは主にミッドフィールダー (MF)。

## 経歴
5歳の時にサッカーを始める。CAブラガンチーノのトレーナーを務める叔父の紹介を受け、15歳で親元を離れ 同クラブの下部組織へ加入。1992年にプロ契約を結んだ。
ブラジル全国選手権での活躍が認められ、1997年にスペイン・CDログロニェスへ移籍。しかし外国籍枠の制限から若手のケリーはメンバー外になることが多く、半年で移籍期間を満了した。
1998年から所属したアトレチコ・パラナエンセではチームにフィットし実力を発揮。ケリーはトップ下で 背番号10を背負い、MFアドリアーノ、FWクレーベル、FWルーカスと築いた攻撃陣は「quadrado mágico（魔法陣）」と称された。ケリー自身も州選手権制覇の原動力となる活躍で「パラナ州最高のフットボーラー」として名を馳せ、その名前に違わぬプレーを披露した。
2001年3月、同年のJリーグ開幕直前にFC東京へ移籍、4月14日の浦和レッズ戦での決勝ゴールがJリーグ初ゴールとなった。卓越した個人技と周囲を活かす抜群のキープ力でチームの攻撃を掌握しトップ下に定着。的確にスペースをつく効果的なパス、二列目から飛び出して行きゴールに球を流し込む・押し込むようなゴール、相手に囲まれた際にヒールパスやラボーナなど意表をつくプレーで「将軍」の異名をとった。2002年はフィールドプレーヤーではチーム最長出場、2003年にはJリーグ優秀選手に選出された。
2004年は膝、足首、脹脛と細かな負傷が続き、復帰戦でも退場処分を受けるなど 思わぬ不振に見舞われた。シーズン後半から復帰し同年のナビスコカップ優勝にも貢献したが、ケリーの離脱中に抜擢された馬場憂太や梶山陽平が好プレーを続けたことや、クラブ首脳がケリーら外国籍助っ人頼みとなっている状況からの脱皮を試みたこと などの要因が重なり、この年限りで契約を満了。2ndステージ、第4節、9月11日のヴィッセル神戸戦で決めた2点目のゴールがJリーグでの最後のゴール、第13節、11月20日のアルビレックス新潟戦が最後の出場となった。Jリーグでは通算97試合30ゴール、リーグカップでは22試合4ゴールの成績を残した。
日本でのプレー継続を望んでいたが、他クラブからの具体的なオファーは無く、2005年1月、母国ブラジル帰国後にクルゼイロECへ完全移籍。早々にポジションを獲得すると点取り屋としての才能も開花させ、同年のブラジル全国選手権ではチーム得点王となる16得点を挙げた。クルゼイロとの契約途中でUAEの強豪アル・アインFCから好条件のオファーが届いた事から円満移籍に至り、スペイン・日本に続く3ヶ国目の海外移籍を果たした。
2007年3月、ブラジルに帰国し名門・グレミオに移籍。その後2008年シーズンからは古巣であるアトレチコ・パラナエンセに復帰するものの、右膝を手術するなどコンディションは悪く、同年12月いっぱいでクラブを退団。AAポンチ・プレッタへの移籍を図ったが、右膝はプレーに耐えられるほどには回復しなかったことから、2009年8月に引退を表明した。
引退後は、フィジカルコーチを目指してブラジルのスポーツ大学で体育学学位を取得。また、自身のイニシャルを取ったサッカースクール「KG10」を設立した。

## エピソード
- 19歳の時に幼馴染と結婚し[4]、一男二女の父。
- 好きな食べ物はフェジョアーダ、シュラスコ[3]、ラザニア[1]。
- 敬虔なクリスチャン[28]。食事と就寝前の祈りを欠かさない[29]。
- 母のGeni Guimarãesは、詩人・作家として著名[28]。

## 所属クラブ
- 1991年 - 1997年  CAブラガンチーノ
- 1997年  CDログロニェス
- 1997年  CRフラメンゴ
- 1998年 - 2000年  アトレチコ・パラナエンセ
- 2001年 - 2004年  FC東京
- 2005年  クルゼイロEC
- 2006年  アル・アインFC
- 2007年  グレミオFBPA
- 2008年  アトレチコ・パラナエンセ

## 個人成績
| 国内大会個人成績 | 国内大会個人成績 | 国内大会個人成績 | 国内大会個人成績       | 国内大会個人成績             | 国内大会個人成績          | 国内大会個人成績 | 国内大会個人成績 | 国内大会個人成績 | 国内大会個人成績 | 国内大会個人成績 | 国内大会個人成績 |
| 年度             | クラブ           | 背番号           | リーグ                 | リーグ戦                     | リーグ戦                  | リーグ杯         | リーグ杯         | オープン杯       | オープン杯       | 期間通算         | 期間通算         |
| 年度             | クラブ           | 背番号           | リーグ                 | 出場                         | 得点                      | 出場             | 得点             | 出場             | 得点             | 出場             | 得点             |
| ブラジル         | ブラジル         | ブラジル         | ブラジル               | リーグ戦                     | リーグ戦                  | ブラジル杯       | ブラジル杯       | オープン杯       | オープン杯       | 期間通算         | 期間通算         |
| ---------------- | ---------------- | ---------------- | ---------------------- | ---------------------------- | ------------------------- | ---------------- | ---------------- | ---------------- | ---------------- | ---------------- | ---------------- |
| 1994             | ブラガンチーノ   |                  | セリエA                | 10                           | 0                         |                  |                  |                  |                  |                  |                  |
| 1995             | ブラガンチーノ   |                  | セリエA                | 22                           | 11                        |                  |                  |                  |                  |                  |                  |
| 1996             | ブラガンチーノ   |                  | セリエA                | 21                           | 8                         |                  |                  |                  |                  |                  |                  |
| スペイン         | スペイン         | スペイン         | スペイン               | リーグ戦                     | リーグ戦                  | 国王杯           | 国王杯           | オープン杯       | オープン杯       | 期間通算         | 期間通算         |
| 1996-97          | ログロニェス     |                  | リーガ・エスパニョーラ | 12                           | 1                         |                  |                  |                  |                  |                  |                  |
| ブラジル         | ブラジル         | ブラジル         | ブラジル               | リーグ戦                     | リーグ戦                  | ブラジル杯       | ブラジル杯       | オープン杯       | オープン杯       | 期間通算         | 期間通算         |
| 1997             | フラメンゴ       |                  | セリエA                | 2                            | 0                         |                  |                  |                  |                  |                  |                  |
| 1998             | アトレチコPR     |                  | セリエA                | 12                           | 1                         |                  |                  |                  |                  |                  |                  |
| 1999             | アトレチコPR     | 10               | セリエA                | 20                           | 7                         |                  |                  |                  |                  |                  |                  |
| 2000             | アトレチコPR     | 10               | セリエA                | 21                           | 2                         |                  |                  |                  |                  |                  |                  |
| 日本             | 日本             | 日本             | 日本                   | リーグ戦                     | リーグ戦                  | リーグ杯         | リーグ杯         | 天皇杯           | 天皇杯           | 期間通算         | 期間通算         |
| 2001             | FC東京           | 19               | J1                     | 26                           | 9                         | 4                | 2                | 1                | 0                | 31               | 11               |
| 2002             | FC東京           | 19               | J1                     | 29                           | 8                         | 6                | 1                | 0                | 0                | 35               | 9                |
| 2003             | FC東京           | 19               | J1                     | 27                           | 9                         | 8                | 0                | 2                | 1                | 37               | 10               |
| 2004             | FC東京           | 19               | J1                     | 15                           | 4                         | 4                | 1                | 3                | 1                | 22               | 6                |
| ブラジル         | ブラジル         | ブラジル         | ブラジル               | リーグ戦                     | リーグ戦                  | ブラジル杯       | ブラジル杯       | オープン杯       | オープン杯       | 期間通算         | 期間通算         |
| 2005             | クルゼイロ       | 10               | セリエA                | 39                           | 16                        |                  |                  |                  |                  |                  |                  |
| UAE              | UAE              | UAE              | UAE                    | リーグ戦                     | リーグ戦                  | リーグ杯         | リーグ杯         | オープン杯       | オープン杯       | 期間通算         | 期間通算         |
| 2005-06 (en)     | アル・アイン     |                  | UAEリーグ              |                              |                           |                  |                  |                  |                  |                  |                  |
| 2006-07 (en)     | アル・アイン     | 11               | UAEリーグ              |                              |                           |                  |                  |                  |                  |                  |                  |
| ブラジル         | ブラジル         | ブラジル         | ブラジル               | リーグ戦                     | リーグ戦                  | ブラジル杯       | ブラジル杯       | オープン杯       | オープン杯       | 期間通算         | 期間通算         |
| 2007             | グレミオ         | 17               | セリエA                | 15                           | 1                         |                  |                  |                  |                  |                  |                  |
| 2008             | アトレチコPR     |                  | セリエA                | 6                            | 0                         |                  |                  |                  |                  |                  |                  |
| 通算             | ブラジル         | ブラジル         | セリエA                | \|\|\|\|\|\|\|\|\|\|\|\|\|\| |                           |                  |                  |                  |                  |                  |                  |
| 通算             | スペイン         | スペイン         | リーガ・エスパニョーラ | 12                           | 1\|\|\|\|\|\|\|\|\|\|\|\| |                  |                  |                  |                  |                  |                  |
| 通算             | 日本             | 日本             | J1                     | 97                           | 30                        | 22               | 4                | 6                | 2                | 125              | 36               |
| 通算             | UAE              | UAE              | UAEリーグ              | \|\|\|\|\|\|\|\|\|\|\|\|\|\| |                           |                  |                  |                  |                  |                  |                  |
| 総通算           | 総通算           | 総通算           | 総通算                 | \|\|\|\|\|\|\|\|\|\|\|\|\|\| |                           |                  |                  |                  |                  |                  |                  |

| 国際大会個人成績 | 国際大会個人成績 | 国際大会個人成績 | 国際大会個人成績 | 国際大会個人成績 | 国際大会個人成績   | 国際大会個人成績   |
| 年度             | クラブ           | 背番号           | 出場             | 得点             | 出場               | 得点               |
| CONMEBOL         | CONMEBOL         | CONMEBOL         | スダメリカーナ杯 | スダメリカーナ杯 | リベルタドーレス杯 | リベルタドーレス杯 |
| ---------------- | ---------------- | ---------------- | ---------------- | ---------------- | ------------------ | ------------------ |
| 2000             | アトレチコPR     |                  | -                | -                | 8                  | 4                  |
| 2005 (en)        | クルゼイロ       |                  | 3                | 0                | -                  | -                  |
| AFC              | AFC              | AFC              | ACL              | ACL              | -                  | -                  |
| 2005             | アル・アイン     |                  |                  |                  | -                  | -                  |
| 2006             | アル・アイン     | 11               |                  |                  | -                  | -                  |
| CONMEBOL         | CONMEBOL         | CONMEBOL         | スダメリカーナ杯 | スダメリカーナ杯 | リベルタドーレス杯 | リベルタドーレス杯 |
| 2007 (en)        | グレミオ         | 17               | -                | -                |                    |                    |
| 2008 (en)        | アトレチコPR     | 16               | 2                | 1                | -                  | -                  |
| 通算             | AFC              | AFC              |                  |                  | -                  | -                  |
| 通算             | CONMEBOL         | CONMEBOL         |                  |                  |                    |                    |

- 1993年4月28日：プロ初出場 - カンピオナート・パウリスタ vsCAジュベントス[30]
- 1997年1月26日：リーガ・エスパニョーラ初出場 - 第21節 vsレアル・ソシエダ
- 1997年6月22日：リーガ・エスパニョーラ初得点 - 第42節 vsレアル・ソシエダ
- 2001年3月10日：Jリーグ初出場 - J1 1st第1節 vs東京ヴェルディ1969 (味スタ)[2]
- 2001年4月14日：Jリーグ初得点 - J1 1st第5節 vs浦和レッドダイヤモンズ (駒場)[2]

## 指導歴
- 2015年12月 -  アトレチコ・パラナエンセ U-19：アシスタントマネージャー

## タイトル
ブラジル
- カンピオナート・パラナエンセ (1998年、2000年、2001年)[27]
- コパ・パラナ (1998年)
- pt:Seletiva para a Libertadores (1999年)[27]

 日本
- Jリーグカップ (2004年)

 アラブ首長国連邦
- UAEプレジデントカップ (2005年)[26]
- フェデレーションカップ (2005年)[26]